# Pseudoneura
Pseudoneura es un género de musgos hepáticas perteneciente a la familia Aneuraceae. Comprende 4 especies descritas.

## Taxonomía
El género fue descrito por  Carl Moritz Gottsche y publicado en De Mexikanske Levermosser 259. 1863. La especie tipo es: Pseudoneura multifida (L.) Gottsche

## Especies aceptadas
A continuación se brinda un listado de las especies del género Pseudoneura aceptadas hasta diciembre de 2014, ordenadas alfabéticamente. Para cada una se indica el nombre binomial seguido del autor, abreviado según las convenciones y usos. 
1. Pseudoneura crispa Schiffner
2. Pseudoneura multifida (L.) Gottsche
3. Pseudoneura prehensilis (Hook. f. & Taylor) Schiffner
4. Pseudoneura virgata Gottsche & Rabenh.